# Granatnik RPG-26
RPG-26 – radziecki ręczny granatnik przeciwpancerny. Zmodyfikowana wersja granatnika RPG-18, w którym wiele części bazuje na budowie amerykańskiego granatnika M72 LAW.
Wersja RSzG-2 została uzbrojona w pocisk paliwowo-powietrzny. Jest cięższa o 3,5 kg oraz jej zasięg został zmniejszony o 150 metrów.